# Asia Ortega
Asia Ortega, all'anagrafe Asia Ortega Leiva (Barcellona, 18 maggio 1995), è un'attrice, ballerina e modella spagnola, nota per aver interpretato il ruolo di Florencia "Flor" Vilamayor nella serie Les de l'hoquei e quello di Amaia Torres nella serie La scuola dei misteri (El internado: Las Cumbres).

## Biografia
Asia Ortega è nata il 18 maggio 1995 a Barcellona (Spagna), discende da padre argentino, che è un clown circense di professione, e da madre,un'attrice spagnola. Da sempre radicata nel mondo dell'arte, ha una grande passione per il flamenco, motivo per cui ha iniziato con questo tipo di ballo fin da giovanissima.

## Carriera
Asia Ortega nel 2004 ha ricoperto il ruolo di Niña nel cortometraggio Clown diretto da Stephen Lynch. Nel 2017 ha ricoperto il ruolo di Silvia in un episodio della serie Centro médico. L'anno successivo, nel 2018, ha fatto il suo debutto nel mondo del cinema con il ruolo di Gloria nel film Quando gli angeli dormono (Cuando los ángeles duermen) diretto da Gonzalo Bendala e prodotto da Áralan Films. Nel 2018 ha interpretato il ruolo di Sara, la figlia di José Coronado, nel film Tuo figlio (Tu hijo) diretto da Miguel Ángel Vivas e prodotto da Apache Films. Nell'aprile 2019, la serie Les de l'hoquei è stata presentata in anteprima su TV3, dove ha interpretato Florencia "Flor" Vilamayor. Inoltre, ha firmato per la seconda stagione di Más de 100 mentiras sulla piattaforma Flooxer di Atresmedia.
Nel 2020 ha interpretato il ruolo di Sole nel film Hasta el cielo diretto da Daniel Calparsoro. L'anno successivo, nel 2021, ha ricoperto il ruolo di Novia Pueblo nel film Malnazidos - Nella valle della morte (Malnazidos) diretto da Alberto de Toro e Javier Ruiz Caldera. Nello stesso anno è entrata a far parte del cast della serie La scuola dei misteri (El Internado: Las Cumbres), adattamento della serie di successo di Antena 3 El internado. Nella serie ha ricoperto il ruolo di Amaia Torres, una studentessa in difficoltà alla ricerca del suo fidanzato. Dopo che la prima stagione è andata in onda nel febbraio 2021, è stato annunciato il rinnovo della serie per una seconda stagione, sempre con protagonista Asia, insieme ad Albert Salazar. Nell'aprile 2021, ha preso parte al cast della serie di Netflix El inocente, nel ruolo di Cassandra.
Nel febbraio 2022 è stata annunciata la sua interpretazione di Sole nella serie di Netflix Hasta el cielo, basata sull'omonimo film del 2020, a cui ha già partecipato con un ruolo secondario e dove ha recitato nel 2023.

## Filmografia

### Cinema
- Quando gli angeli dormono (Cuando los ángeles duermen), regia di Gonzalo Bendala (2018)
- Tuo figlio (Tu hijo), regia di Miguel Ángel Vivas (2018)
- Hasta el cielo, regia di Daniel Calparsoro (2020)
- Malnazidos - Nella valle della morte (Malnazidos), regia di Alberto de Toro e Javier Ruiz Caldera (2021)

### Televisione
- Centro médico – serie TV, 1 episodio (2017)
- Más de 100 mentiras – serie TV, 5 episodi (2019)
- Les de l'hoquei – serie TV, 26 episodi (2019-2020)
- El inocente – serie TV, 26 episodi (2021)
- La scuola dei misteri  (El Internado: Las Cumbres) – serie TV, 16 episodi (2021-2022)
- Hasta el cielo - La serie – serie TV, 8 episodi (2023)

### Cortometraggi
- Clown, regia di Stephen Lynch (2004)

## Doppiatrici italiane
Nelle versioni in italiano dei suoi film e delle sue serie TV, Asia Ortega è stata doppiata da:
- Roisin Nicosia[27] in Quando gli angeli dormono
- Ludovica Bebi[28] in Tuo figlio[29]
- Erica Necci[30] in Hasta el cielo[31]